# Gilbert (månekrater)
 For alternative betydninger, se Gilbert. (Se også artikler, som begynder med Gilbert)
Gilbert er et stort nedslagskrater på Månen. Det befinder sig på Månens forside nær dens østlige rand. På grund af dets placering får perspektivisk forkortning Baillaud til at synes aflangt, når det ses fra Jorden, og det ses fra siden, så mange detaljer ikke kan observeres. Det er opkaldt efter den amerikanske geolog Grove K. Gilbert (1843 – 1918) og den engelske læge og fysiker William Gilbert (1544 – 1603).
Navnet blev officielt tildelt af den Internationale Astronomiske Union (IAU) i 1964. 

## Omgivelser
Gilbertkrateret ligger nordvest for det nogenlunde lige så store Kästnerkrater, vest for Mare Smythii.
Flere kratere i nærheden har senere fået egne navne af IAU. Næsten forbundet med Gilberts nord-nordøstlige rand ligger Weierstrass- (Gilbert N) og Van Vleck- (Gilbert M) kraterne, to næsten ens nedslag. I den nordøstlige del af Gilberts kraterbund ligger det lille, skålformede Geisslerkrater (Gilbert D).

## Karakteristika
Gilbertkrateret er et noget medtaget nedslagsbassin, hvis ydre rand delvis er blevet omformet af nedslag i dets nærhed. Den sydlige rand er næsten helt faldet sammen og danner en glat overflade, som flyder sydpå som en forlænget fordybning. Kraterparret Weierstrass og Van Vleck har forskubbet randen langs dens nordøstlige facade, og "Gilbert S" ligger over randen i nordvest. Kraterbunden er forholdsvis jævn, men med nogle lave højderygge midt i den, som strækker sig ned mod dens sydlige ende.

## Satellitkratere
De kratere, som kaldes satellitter, er små kratere beliggende i eller nær hovedkrateret. Deres dannelse er sædvanligvis sket uafhængigt af dette, men de får samme navn som hovedkrateret med tilføjelse af et stort bogstav. På kort over Månen er det en konvention at identificere dem ved at placere dette bogstav på den side af satellitkraterets midte, som ligger nærmest hovedkrateret. Gilbertkrateret har følgende satellitkratere:
| Gilbert | Længde | Bredde  | Diameter |
| ------- | ------ | ------- | -------- |
| J       | 4,3° S | 72,7° Ø | 38 km    |
| K       | 5,5° S | 73,2° Ø | 38 km    |
| P       | 0,9° S | 75,6° Ø | 18 km    |
| S       | 1,9° S | 75,6° Ø | 19 km    |
| V       | 1,5° S | 79,9° Ø | 15 km    |
| W       | 1,1° S | 78,9° Ø | 19 km    |

De følgende kratere har fået nyt navn af IAU:
- Gilbert D — Se Geisslerkrateret.
- Gilbert M — Se Van Vleckkrateret.
- Gilbert N — Se Weierstrasskrateret.
- Gilbert U — Se Averykrateret.

## Måneatlas
- Billeder af Gilbertkrateret i LPI-måneatlasset
- USGS-kort